# Roberto Mancini
Roberto Mancini (n. 27 noiembrie 1964, Jesi, Marche, Italia) este un fotbalist italian retras din activitate, care a jucat pe post de atacant la echipe ca Sampdoria, Lazio și Bologna. Pe plan internațional, are prezențe la națională pentru Italia U21⁠(d) și Italia. După încheierea carierei, a devenit antrenor, și a antrenat, printre altele, Inter Milano, echipa națională de fotbal a Italiei și Manchester City.
Între 14 noiembrie 2014 și 2016 a antrenat echipa Inter Milano, înlocuindu-l pe Walter Mazzarri. A revenit la echipă în cel de-al doilea mandat după o pauză de 6 ani.

## Palmares

### Jucător
Sampdoria
- Serie A: 1990–91
- Coppa Italia: 1984–85, 1987–88, 1988–89, 1993–94
- Supercoppa Italiana: 1991
- Cupa Cupelor UEFA: 1989–90

Lazio
- Serie A: 1999–2000
- Coppa Italia: 1997–98, 1999–2000
- Supercoppa Italiana: 1998
- Cupa Cupelor UEFA: 1998–99
- Supercupa Europei: 1999

### Antrenor
Fiorentina
- Coppa Italia: 2000–01

Lazio
- Coppa Italia: 2003–04

Internazionale
- Serie A: 2005–06, 2006–07, 2007–08
- Coppa Italia: 2004–05, 2005–06
- Supercoppa Italiana: 2005, 2006

Manchester City
- Premier League: 2011–12
- FA Cup: 2010–11
- FA Community Shield: 2012

Galatasaray
- Cupa Turciei: 2013–14

Italia
- Campionatul European de fotbal: 2020

### Individual
- Guerin d'Oro: 1987–88, 1990–91
- Fotbalistul anului în Serie A: 1996–97
- Fotbalistul italian al anului: 1996–97
- Panchina d'Oro: 2007–08
- Antrenorul lunii în Premier League: Decembrie 2010, Octombrie 2011[4]

## Legături externe
- Roberto Mancini at Goal.com
- Roberto Mancini at Mcfc.co.uk
- Roberto Mancini at Soccerbase.com